# نبيلة السيد
نبيلة السيد (7 أغسطس 1938 - 20 يونيو 1986)، ممثلة مصرية راحلة.

## عن حياتها
ممثلة كوميدية لمعت من خلال عملها في فرقة ساعة لقلبك في الخمسينيات انتقلت بين العديد من الفرق المسرحية عقب حصولها على دبلوم معهد التمثيل من مسلسلات التليفزيون التي عملت بها:«اهلا بالسكان» من المسرحيات التي عملت بها:«اتفضل قهوة» «مسعود سعيد ليه» وغيرها توفيت اثر اصابتها بالسرطان كسبت شعبية من خلال بساطتها في الاداء الكوميدى فجسدت نفس الادوار التي جسدتها وداد حمدى بالإضافة إلى دور العالمة ثم الزوجة والام وقد حبستها السينما في هذا النوع ممن الشخصيات.

## أعمالها

### أفلام
| - القطار:1986-سعاد - الزواج والصيف:1985-كريمة - القط أصله أسد:1985-أم نوارة - النشالات الفاتنات:1985-العمة فايزة - قضية عم أحمد:1985-رتيبة - إلى من يهمه الأمر:1985-سعاد - فوزية البرجوازية:1985-فوزية - السطوح:1984-زوزو - الثعلب والعنب:1984-عايدة - الراقصة والطبال:1984-قمر - كيدهن عظيم:1983-نداشه - شاطئ الحظ:1983 - رحلة عيون:1983-شوقية - حدوتة مصرية:1982 - غريب في بيتي:1982-كوثر - سواق الأتوبيس:1982-سميحة سلطان - الرحمة ياناس:1981-ضيفة الفيلم - فتوات بولاق:1981-انشراح - أمهات في المنفى:1981-أم سمير بائعة الفراخ - ليلة بكى فيها القمر:1980 - إعدام طالب ثانوي:1980-خديجة - خدعتني امرأة:1979-مباهج - أنقذوا هذه العائلة:1979-نظيمة | - الكلمة الأخيرة:1978-أنوار زوجة الفخراني - سلطانة الطرب:1978-بمبه - الشباك:1978-سنية - الجنة تحت قدميها:1978 - الحب في طريق مسدود:1977-أم حنان - إلى المأذون يا حبيبي:1977-توحيدة - من أجل الحياة:1977 - الزوج المحترم:1977 - شيلني وأشيلك:1977-أم سحر - ملك التاكس:1976 - سيقان في الوحل:1976-القوى العامله زوجة عصفور - جواز على الهوا:1976 - وبالوالدين إحسانا:1976-شوشو - رحلة الأيام:1976-حفيظة - المنحرفون:1976-نعيمة - العش الهادئ:1976-زينات - فيفا زلاطا:1976-صاحبة الصالون - عالم عيال عيال:1976 - العيال الطيبين:1976-أم وائل - الكل عاوز يحب:1975 - يا رب توبة:1975-عزيزة - وانتهى الحب:1975-منظر - ممنوع في ليلة الدخلة:1975-ظريفة | - جنون الشباب:1975 - ملوك الضحك:1975-سعديّة - حب أحلى من الحب:1975-نبوية - شياطين إلى الأبد:1974-سمكة زوجة مغاوري - 24 ساعة حب:1974-والدة أميرة - حكايتي مع الزمان:1974-حورية - امبراطورية المعلم:1974-فكيهة - أين عقلي:1974-زهيرة - عريس الهنا:1974-أم سميرة - امرأة عاشقة:1974-عزيزة - البحث عن فضيحة:1973-مسعدة - الشياطين والكورة:1973-عيشة - السكرية:1973-بياضة - امتثال:1972-أرنبة - أضواء المدينة:1972 - الشيطان والخريف:1972-جمالات الطباخة - خلي بالك من زوزو:1972-بيسة - العاطفة والجسد:1972-أميرة - الرغبة والضياع:1972-فتحية - بنت بديعة:1972 - عماشة في الأدغال:1972 - الأضواء:1972 - الظريف والشهم والطماع:1971 | - بنات في الجامعة:1971-حسنية - دلال المصرية:1970 - أصعب جواز:1970-زوجة رجب - رضا بوند:1970-بخاطرها - الأرض:1970-زوجة العمدة - شقة مفروشة:1970 - نشال رغم أنفه:1969-طباخة - أبي فوق الشجرة:1969-محاسن - سكرتير ماما:1969-طباخة عند كاميليا - يوميات نائب في الأرياف:1969-زوجة القاضي المقيم - 3 قصص:1968-زوجة زكي القصة (3) - كيف تسرق مليونير:1968-أم حندور - مراتي مجنونة مجنونة مجنونة:1968 - عفريت مراتي:1968-أنيسة - شهر عسل بدون إزعاج:1968-الممرضة - مراتي مدير عام:1966-الشغالة - أنا وهو وهي:1964-زينب - بياعة الجرايد:1963 - قاضي الغرام:1962-عزيزه الخادمة - صائدة الرجال:1960 - حب ودلع:1959 - غزل البنات:1949-تلميذة - ولد وبنت |

### مسلسلات
| - المكتوب على الجبين:1986 - الكابتن جودة:1986-زغلولة - غوايش:1986-ضيفة الحلقات - حكايات هو و هي:1985 - أهلًا أهلًا بالسكان:1984-سنية - أخو البنات:1984-اعتدال عبد السلام حسن - عصر الحب:1983-نوسة الحلوة - صيام صيام:1981 - عيلة الدوغري:1980 | - القضية 80:1980 - الورثة المحترمون:1980-جملات - بطل الدوري:1980 - سفينة العجائب:1979 - سبع صنايع:1979-عايدة - طائر الاحلام:1979 - ايام الشقاوة:1977 - الحقيقة .. ذلك المجهول:1977-زوبة العالمة | - أرض النفاق:1975-رسمية ضيفة شرف - قهوة رضا:1974 - مغامرات وليد وراندا في الفضاء:1973 - المارد:1973 - الحائرة:1972 - 64 بنك القلق:1970 - مغامرات راجل زي وزيك:1970 - متاعب المهنة:1970 | - اسألوا الأستاذ شحاتة:1968 - العسل المر:1966-عواطف - العبقري:1966 - البحث عن الضحية-نعناعة - عماشة عكاشة - الدنيا الجديدة - قلوب من بسكويت - بوجي وطم طم في رمضان - أبنائي الاعزاء شكرًا |

### مسرحيات
| - ابتسامة وراء قضبان ( أنا وصاحبي في الكازوزة):1986 - الفهلوي:1984-درية هانم - درويش يتألق فرحا:1983-زوجة درويش - دول عصابة يا بابا:1982-لقمة - سيرك يا دنيا:1982 - الدنيا مقلوبه:1981 | - عريس بالكريمة:1980-فاطمة - العيال كبرت:1979-زينب (العروض الأولى) - يا بخت الأطرش:1978-نبيلة - حماتي والمنديل:1977 - اولاد علي بمبه:1975 - الملاك الأزرق:1974 | - العيال الطيبين:1972 - بنت الهوى:1969 - ذات البيجامة الحمراء (البيجامة الحمراء):1967 - حكاية جواز:1966 - المغفل:1966 | - عفريت الست شوقية:1966 - زنقة الستات:1965 - مع ايقاف التنفيذ:1964 - أصل وصورة:1963-نعناعة - عالم يهوس |

| \| - ليلة القبض على فاطمة:1983-زكية - شجرة الحب:1977 - أبو عرام:1973-نعناعة - ساعة لقلبك:1957 - إفلاس خاطبة \| - رحلة الليل - خرج ولم يعد - العزوة - رضا بوند - أشجع رجل في العالم \| - سواق التاكسي - سيد درويش - عبده كاراتية - مذكرات زوج - أحلام بالتقسيط المريح \| - عاشور رايح جاي - الأرملة العذراء - مذكرات المعلم شعبان - الشاطر عوكل - القصاص \| | - السقا - شاي الساعة 5 - فن السعادة الزوجية - أوهام الحب            |                                                                                |                                                                                 |
| - ليلة القبض على فاطمة:1983-زكية - شجرة الحب:1977 - أبو عرام:1973-نعناعة - ساعة لقلبك:1957 - إفلاس خاطبة | - رحلة الليل - خرج ولم يعد - العزوة - رضا بوند - أشجع رجل في العالم | - سواق التاكسي - سيد درويش - عبده كاراتية - مذكرات زوج - أحلام بالتقسيط المريح | - عاشور رايح جاي - الأرملة العذراء - مذكرات المعلم شعبان - الشاطر عوكل - القصاص |

## روابط خارجية
- نبيلة السيد على موقع IMDb (الإنجليزية)
- نبيلة السيد على موقع الدهليز
- نبيلة السيد على موقع قاعدة بيانات الأفلام العربية
- نبيلة السيد على موقع قاعدة بيانات الفيلم (الإنجليزية)